# Oliepalm
De oliepalm (Elaeis guineensis) behoort tot de palmenfamilie (Palmae of Arecaceae). De oliepalm is vooral bekend om de palmolie,

## Beschrijving
De boom groeit het best in een relatief open gebied, waaronder gebieden waar bos is gekapt. De boom komt voor tot een hoogte van 900 meter boven zeeniveau, waar een gemiddelde temperatuur is van 27 tot 35 °C en een neerslag tussen de 2000 en 3000 millimeter op jaarbasis.
Hij heeft een krachtige, rechtopstaande, tot 30 meter hoge stam. De stam is nog lang bedekt met resten van oude bladscheden en -stelen. De bladeren zijn geveerd en tot 7 m lang. Het blad is meestal vanuit de opgerichte voet boogvormig overhangend. De deelblaadjes zijn aan de onderkant met stevige stekels bezet.
Mannelijke en vrouwelijke bloemen bevinden zich op dezelfde plant, maar zijn niet geopend op hetzelfde moment zodat kruisbestuiving nodig is. Een mannelijke bloeiwijze bevat 700-1200 bloemen en geeft gedurende vijf dagen stuifmeel, de vrouwelijke bloem is groter en ontvankelijk voor stuifmeel gedurende 36 à 48 uur. Direct na de bevruchting begint het fruit zich te ontwikkeling. De bloemen zijn klein, crèmewit en zitten dicht opeengedrongen aan de takken van de bloeiwijze, die ieder in een doornachtige punt uitlopen. 
De vruchten zijn oranjerood, vaak met een gele voet en een bijna zwarte top. Ze zijn langwerpig-eivormig, meestal zwak driekantig en tot 5 cm groot. Ze zitten bij honderden tot duizenden bijeen in een dichte, tot 25 kg zware tros. De kleur van het fruit varieert van geel tot oranje of nagenoeg zwart.
Deze palm groeit oorspronkelijk in West-Afrika. Nederlanders namen exemplaren mee naar het toenmalige Nederlands-Indië. Vanuit 's Lands Plantentuin te Buitenzorg in deze kolonie raakte de oliepalm verspreid over heel Zuidoost-Azië.

## Gebruik
De vrucht bestaat voor de helft uit palmolie. Door persing wordt dit uit de vrucht gehaald, en het residu wordt gebruikt als veevoer. 
Palmolie wordt gebruikt in margarine, frituurolie, aardappelchips, tarochips, sauzen en koekjes, als grondstof voor zeep en andere detergenten, voor biodiesel en voor de opwekking van zogeheten groene stroom. Van de pitten in de palmvruchten wordt palmpitolie geperst. Deze oliesoort heeft andere karakteristieke eigenschappen zoals een zeer hoog gehalte aan vetzuren met twaalf koolstofatomen (C12). Palmnoten zijn ook een van de hoofdingrediënten van moambe, een Congolees gerecht.

### Duurzaamheid
De teelt vindt voornamelijk plaats in plantages. De aanleg van plantages met oliepalmen wordt door milieuorganisaties scherp bekritiseerd omdat de aanleg van nieuwe plantages veelal ten koste gaat van oerwoud.